# GMTV
GMTV foi um canal de televisão por assinatura da ITV, que transmite programas de breakfast television.